# Florencia (Vorname)
Florencia ist ein spanischer weiblicher Vorname. 

## Herkunft und Bedeutung
Der Name ist eine Variante des lateinischen Namens Florentia, der vom lateinischen florens – blühend abgeleitet ist. Die männliche Form ist Florencio.

## Namensträgerinnen
- Florencia Benítez (* 1986), argentinische Schauspielerin und Sängerin
- Florencia Bericio (* 1989), argentinische Handballspielerin
- Florencia Bertotti (* 1983), argentinische Schauspielerin, Sängerin und Komponistin
- Florencia Bécquer (1910–1994), spanische Schauspielerin
- Florencia Coll (* 1959), katalanische Malerin und Zeichnerin
- Florencia Colucci (* 1985), uruguayische Schauspielerin
- Florencia Di Concilio (* 1979), uruguayische Komponistin
- Florencia Fabris (1975–2013), argentinische Opernsängerin (Sopran)
- Florencia Ibarra (* 1983), argentinische Handballspielerin
- Florencia Labat (* 1971), argentinische Tennisspielerin
- Florencia Lozano (* 1969), US-amerikanische Schauspielerin
- Florencia Martin (* 1985), US-amerikanische Szenenbildnerin und Requisiteurin
- Florencia Molinero (* 1988), argentinische Tennisspielerin
- Florencia Ortiz (* 1971), argentinische Schauspielerin und Sängerin
- Florencia Peña (* 1974), argentinische Schauspielerin, Humoristin und Fernsehmoderatorin
- Florencia Pinar (* um 1470; † um 1530), kastilische Dichterin und Dame am Hof von Isabella I. von Kastilien
- Florencia Quiñones (* 1986), argentinische Fußball- und Futsalspielerin
- Florencia Romano (* 1970), argentinische Fußballschiedsrichterin
- Florencia Varela (* 1957), uruguayische Tänzerin und Choreografin